# John Chowning

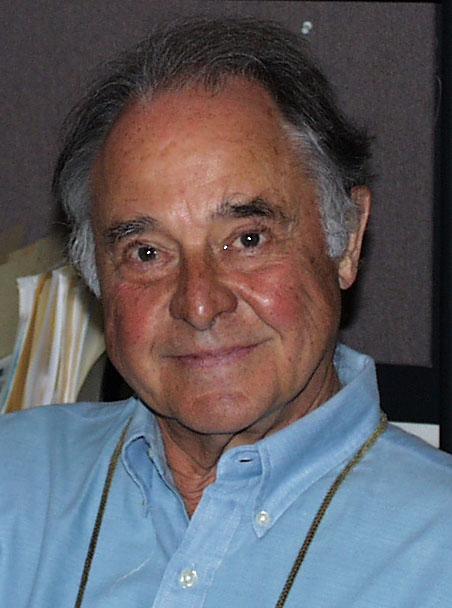
John Chowning

John MacLeod Chowning (* 22. August 1934 in Salem, New Jersey) ist ein US-amerikanischer Komponist.

## Leben und Wirken
Nach dem Armeedienst Anfang der 1950er Jahre, während dessen er an der Navy School of Music studierte, ging er an die Wittenberg University in Ohio und erwarb dort den Grad eines Bachelors. Er setzte seine Ausbildung bei Nadia Boulanger in Paris fort und studierte dann bei Leland Smith an der Stanford-Universität, wo er 1966 den Doktorgrad erlangte.
1964 entwickelte er mit Max Mathews von den Bell Telephone Laboratories und David Poole von der Stanford University in den Stanford’s Artificial Intelligence Laboratories ein Computerprogramm zur Erzeugung von Klängen. 1967 erfand er einen digitalen Algorithmus zur Frequenzmodulationssynthese, an deren Nutzbarmachung für die Musik er in den folgenden Jahren arbeitete. Hiermit wurden komplexe Einschwingvorgänge von instrumentennahen Klängen möglich. Analoge FM-Synthese war schon vorher mit Moog und Buchla Modular Systemen möglich.
1973 erwarb die Yamaha Corporation von der Stanford-Universität das Patent für die FM-Synthese und baute mit dem MAD den ersten digitalen Synthesizer. Ebenfalls auf der FM-Synthese basierten die Synthesizer GS-1 und GS-2 sowie der populäre Yamaha DX-7, der 1983 erschien.
Chowning, wegen seiner zu geringen Aktivitäten als Lehrer und Komponist von der Stanford University entlassen, wurde nach den Erfolgen seiner Erfindung bei Yamaha als Research Associate wieder eingestellt. Er wurde Leiter des Center for Computer Research and Musical Acoustics, das er selbst 1974 mit John Grey, James Moorer, Loren Rush und Leland Smith gegründet hatte, und erhielt 1979 den Professorentitel.
1988 wurde er Mitglied der American Academy of Arts and Sciences, die Wittenberg University verlieh ihm 1990 einen Ehrendoktortitel, ebenso die Universität des Mittelmeeres Aix-Marseille II (2002), die Queen’s University Belfast (2010) und die Hochschule für Musik und Theater Hamburg (2016). 1993 erhielt er den SEAMUS Lifetime Achievement Award. Das französische Kultusministerium zeichnete ihn 1995 mit dem Offizierskreuz des Ordre des Arts et des Lettres aus. Als Komponist lag das Hauptaugenmerk Chownings mit Werken wie Sabelithe (1971), Turenas (1972), Stria (1977) und Phoné (1981) auf der Computermusik.